# Pitof
Pour les articles homonymes, voir Comar.
 (septembre 2016).
Si vous disposez d'ouvrages ou d'articles de référence ou si vous connaissez des sites web de qualité traitant du thème abordé ici, merci de compléter l'article en donnant les références utiles à sa vérifiabilité et en les liant à la section « Notes et références ».
Pitof, pseudonyme de Jean-Christophe Comar, est un spécialiste français des effets spéciaux, né le 4 juillet 1957 à Paris. Il a aussi réalisé ses propres films : Vidocq en 2001 et Catwoman en 2004.

## Biographie
Pitof démarre en 1976 une carrière d’assistant réalisateur et monteur de films, publicités et clips.« Hommage à Jesse Owens et Carl Lewis » lui vaut le Podium d’or (Mifed 1996) et l’habillage visuel pour la chaîne La Cinq avec Jean-Paul Goude la Théière d’or (Imagina 1996). Il a ainsi collaboré avec Jean-Baptiste Mondino, Jean-Paul Goude, Marc Caro, Jean-Pierre Jeunet, Lars Von Trier, Philippe Decouflé, Jean-Jacques Beineix, Jan Kounen, Jean-Marie Poiré, Thierry Lhermitte, Gérard Pirès, Jean Marie Perrier, Alain Chabat, Wim Wenders, Étienne Chatiliez, Claude Miller et Éric de La Hosseraye.
Au sein de Duran Duboi, dont il est un des fondateurs, Pitof initie le développement d’un logiciel d’effet spéciaux pour le cinéma et collabore avec Bertrand Tavernier, Yves Robert, Étienne Chatiliez, Laurent Boutonnat, Jean-Marie Poiré (Les visiteurs), Gérard Oury (La soif de l'or, Fantôme avec chauffeur), Gérard Jugnot (Casque bleu !, Fallait pas), Alain Chabat (Didier), Luc Besson (Jeanne d'Arc) ou Claude Zidi (Astérix et Obélix contre César).
Il obtient le Grand prix technique au Festival de Cannes 1994 pour son travail sur Grosse Fatigue de Michel Blanc et la médaille de chevalier des Arts et Lettres.
En 1997, il est réalisateur deuxième équipe sur Alien, la résurrection (Alien Resurrection) de Jean-Pierre Jeunet dont il signe aussi les effets spéciaux. C'est leur troisième collaboration après Delicatessen et La Cité des enfants perdus.
Le 19 septembre 2001 sort Vidocq, son premier long-métrage en tant que réalisateur qui reçoit le Méliès d’Argent à Porto 2001, 5 prix au festival de Sitges 2001, (Meilleur film, Citizen Kane Award du meilleur Réalisateur, Meilleurs effets spéciaux, Meilleure musique, Meilleurs maquillages).
En 2004, il réalise Catwoman, avec Halle Berry et Sharon Stone.
En 2014, il crée à Los Angeles avec Anne Pruvost la société de production Open House Films.
Ses projets sont un film avec Jin Shan et un film en IMAX 3D sur les frères Wright.

## Filmographie

### Comme réalisateur
- 2001 : Vidocq, avec Gérard Depardieu et Guillaume Canet
- 2004 : Catwoman, avec Halle Berry et Sharon Stone
- 2008 : Fire and Ice : Les Chroniques du dragon (téléfilm)

Réalisateur de deuxième équipe :
- 1997 : Alien, la résurrection (Alien Resurrection) de Jean-Pierre Jeunet

### Comme producteur
- 2012 ’’Closer Apart’’
- 2014 ’’The Activist’’
- 2015 ’’Hacker’s Game’’
- 2015 ’’Make note of every sound’’
- 2015 ’’Broken Angels’’
- 2016 ’’NY 84’’
- 2016 ’’Connected’’
- 2016 ’’One World’’
- 2017 ’’In my Mother’s Arms’’
- 2018 ’’Day Driver’’
- 2018 ’’Venus’’
- 2018 ’’All you Need is Me’’
- 2022 ’’The Sacrifice Zone’’

### Comme scénariste
- 1982 : Dans la chaleur de Saint-Tropez (ou Attention fillettes) de Gérard Kikoïne
- 1982 : Bourgeoises et putes de Gérard Kikoïne
- 2001 : Vidocq
- 2003 : Le Pistolet court métrage de Thibaut De Corday

### Comme directeur des effets spéciaux numériques
- 1991 : Delicatessen de Marc Caro et Jean-Pierre Jeunet
- 1992 : Le Bal des casse-pieds de Yves Robert
- 1993 : Je m'appelle Victor de Guy Jacques
- 1993 : Métisse de Mathieu Kassovitz
- 1993 : Fanfan de Alexandre Jardin
- 1993 : La Soif de l'or de Gérard Oury
- 1993 : Les Visiteurs de Jean-Marie Poiré
- 1994 : Cash-Cash de Claude Pinoteau
- 1994 : Montparnasse-Pondichery de Yves Robert
- 1994 : Giorgino de Laurent Boutonnat
- 1994 : Casque bleu (film, 1994) de Gerard Jugnot
- 1994 : La Fille de d'Artagnan de Bertrand Tavernier
- 1994 : Grosse Fatigue de Michel Blanc
- 1995 : Ma femme me quitte de Didier Kaminka
- 1995 : Le bonheur est dans le pré de Étienne Chatiliez
- 1995 : La Cité des enfants perdus de Marc Caro et Jean-Pierre Jeunet
- 1996 : Fallait pas !... de Gerard Jugnot
- 1996 : Beaumarchais de Édouard Molinaro
- 1996 : Fantôme avec chauffeur de Gerard Oury
- 1997 : Didier de Alain Chabat
- 1997 : Alien, la résurrection (Alien Resurrection) de Jean-Pierre Jeunet
- 1999 : Jeanne d'Arc de Luc Besson
- 1999 : Astérix et Obélix contre César de Claude Zidi
- 2012 : The Application Cafe de Cyril Morin (court-métrage)
- 2012 : Closer Apart de Jacquelyn Frohlich  (court-métrage)
- 2014 : Te Amo! Shabbat Shalom de Aymara Limma
- 2016 : Connected de Michael Nakache

### Comme monteur
- 1980 : Les Petites Écolières de Frédéric Lansac
- 1981 : Chaudes adolescentes de Gérard Kikoïne[4]

### Comme acteur
- 1978 : Jouir! : Bobby
- 1980 : Hôtel pour jeunes filles : l'inconnu (non crédité)

## Distinctions

### Décoration
- 1995 :  Chevalier de l'ordre des Arts et des Lettres[réf. nécessaire]

### 1994
- Grand prix technique du festival de Cannes, pour les effets spéciaux dans Grosse Fatigue de Michel Blanc[5].

### 1995
- Best use of visual effects - Spotitalia, « Mulino Bianco » de Jean Paul Seaulieu[réf. nécessaire]

### 1996
- Golden teapot in imagina, Homage to Jesse and Carl de Pitof[réf. nécessaire]
- Golden prize in MIFED, Homage to Jesse and Carl de Pitof[réf. nécessaire]
- Master of visual effects in Paris, Orangina the flipper de Alain Chabat[réf. nécessaire]

### 1997
- Best visual effects 2nd prize in Imagina, Alien, la résurrection (Alien Resurrection) de Jean-Pierre Jeunet[réf. nécessaire]

### 1998
- Saturn award (nommé) États-Unis, Alien, la résurrection (Alien Resurrection) de Jean-Pierre Jeunet[réf. nécessaire]

### 1999
- Achievement in Post Production Solutions Productions, Astérix et Obélix contre César de Claude Zidi[réf. nécessaire]

### 2001
- Grand Prize of European Fantasy Film in Silver Porto, Vidocq de Pitof[réf. nécessaire]
- International Fantasy Film Award Best Special Effects Porto, Vidocq de Pitof[réf. nécessaire]
- International Fantasy Film Award Best Film (nommé) Porto, Vidocq de Pitof[réf. nécessaire]
- Best Film au Festival international du film fantastique de Catalogne de Sitges, pour Vidocq[5]
- Citizen Kane Award for Best Directorial Revelation au Festival international du film fantastique de Catalogne de Sitges, pour Vidocq[5]
- Best Visuals Effects au Festival international du film fantastique de Catalogne de Sitges, pour Vidocq[5]
- Best Make Up au Festival international du film fantastique de Catalogne de Sitges, pour Vidocq[6]
- Best Original Soundtrack au Festival international du film fantastique de Catalogne de Sitges, pour Vidocq[6]

### 2005
- Kid’s Choice Award (nommé) États-Unis, Catwoman de Pitof[réf. nécessaire]
- CNOMA Award Best Make-Up Canada, Catwoman de Pitof[réf. nécessaire]
- World Stunt Award (nommé) États-Unis, Catwoman de Pitof[réf. nécessaire]